# Abbazia di Santa Maria (Caramagna Piemonte)
L'Abbazia di Santa Maria è un antico complesso monastico in piazza Castello, a Caramagna Piemonte, in provincia di Cuneo.

## Storia
Il monastero di monache benedettine è stato fondato il 28 maggio 1028 per volontà di Olderico Manfredi, arduinico Marchese di Torino e Susa, e di sua moglie Berta
Custode di importanti reliquie, il monastero era definito res nullius diocesis e pertanto dipendeva direttamente dal romano pontefice.

Nel loro testamento i fondatori designarono anche la prima Badessa, di nome Rachilda.
A conferma della sua importanza, alla sua fondazione il monastero ricevette il dono di una cospicua dotazione patrimoniale in chiese, mulini e vari terreni in Piemonte ed in Liguria.
Essendo una comunità benedettina ne seguiva la regola di conservazione e di trasmissione della cultura, oltre l’obbligo di dare assistenza e ricovero ai pellegrini sul percorso dal nord Europa a Roma.
Per i primi decenni le notizie sono poche. 

Si riconduce al 1442 la prima documentazione, quando Caramagna Piemonte entra a far parte del Marchesato di Saluzzo.

Per la storia del monastero ha così inizio un periodo di altalenante fortuna: le monache vendono beni e proprietà, e sono addirittura accusate di immoralità. 

A seguito di questa situazione il monastero si trova ad affrontare una grave crisi economica che, nel 1444, induce l’antipapa Felice V  a sopprimere la fondazione e a trasformare Santa Maria in una sede Benedettina maschile.
Con l'arrivo dei monaci, il monastero viene elevato al titolo di Abbazia Commendataria. 

Il primo candidato abate commendatario rinuncia alla nomina a favore di Tommaso de Sour, che provvede a modifiche dell’architettura della chiesa rafforzando e sopraelevandone il campanile.
Altro importante abate è stato Urbano di Miolans, figlio dei feudatari di Caramagna. A lui si deve la donazione al tesoro dell’abbazia delle Sacre Spine, da tempo immemorabile di proprietà della casata dei Miolans. Nel 1501 diede il via alla modifica della chiesa abbaziale.
Nel 1620 Pietro Campori, cardinale di Cremona, per la loro cattiva condotta morale sostituisce i Benedettini con i Girolamiti.
Altri abati sono stati Maurizio di Savoia ed in ultimo Francesco Gaetano Spinola Miolans.
Nessuno degli ultimi abati risiedette nel monastero di Caramagna che, a partire dal 1771, venne del tutto abbandonato dai monaci. 
Dopo la morte, nel 1793, dell'Abate Spinola Miolans, l'attributo di Abbazia venne definitivamente perduto e l'edificio fu riconvertito in Parrocchia.

## Architettura
La casa abbaziale è divisa in due corpi di fabbrica: il più antico, databile all’XI secolo, era costituito dalla chiesa.
Vi erano poi gli alloggi per le religiose e altri ambienti per l'assistenza ai pellegrini.
Il primo impianto della chiesa dell’XI secolo era costituito da una navata e da un transetto, con quattro altari.
Nel 1466 Tommaso de Sour, primo Abate commendatario, fa rafforzare il poderoso campanile, a monofore e bifore, aumentandone l’altezza. 
Nel 1501 Urbano di Miolans fa erigere le navate laterali, l’abside pentagonale gotica e le volte della navata centrale.
La facciata attuale della chiesa risale agli anni ’20 del XIX secolo e ricopre l’originaria facciata gotica.
Un nuovo convento è nell’adiacente secondo corpo di fabbrica ed è stato costruito a partire dal 1759. È un edificio a una pianta ad L e tre piani fuori terra.
Nella Galleria inferiore sono affrescati gli stemmi gentilizi di tutti gli abati succedutisi dal 1140. 

Il primo piano, quasi completamente restaurato, ospita l’Archivio storico, che conserva documenti dal XVI secolo ad oggi, e la Biblioteca dell’antica Abbazia.

Al primo piano è anche la mostra di preziose reliquie conservate da secoli nell’Abbazia, tra cui il Santo Legno della Croce e le Sacre Spine della Corona di Cristo che in antico erano proprietà della famiglia dei Miolans, feudatari del paese.

Sono anche esposti di alcuni paramenti sacri, realizzati dal Seicento fino ai giorni nostri: piviali, dalmatiche e pianete, appartenute agli abati che si sono succeduti a Caramagna.
Nelle sale attigue e nella galleria superiore vengono allestite periodicamente mostre culturali.
L'Abbazia è censita tra i beni segnalati dal FAI.